# Пам'ятник Юрію Дрогобичу
Пам'ятник Юрію Дрогобичу (Котермаку) в Дрогобичі — монумент видатному українському вченому епохи Відродження, доктору медицини та філософії, ректору Болонського університету Юрію Дрогобичу в його рідному місті. Пам'ятник є першим монументом Юрієві Дрогобичу у світі.

## Розташування
Пам'ятник Юрію Дрогобичу знаходиться у історичному середмістів Дрогобича, на площі Замкова Гора, перед костелом Святого Апостола Вартоломея та оборонною вежею XIII–XV століття.
Пам'ятник є важливим об'єктом Міжнародного туристичного маршруту «Око Юрія Дрогобича».

## З історії пам'ятника
Пам'ятник Юрію Дрогобичу встановлений 20 вересня 1999 року, на його відкритті був Президент України Леонід Кучма.
26 серпня 2016 року на пам'ятнику встановили іменний напис, а на гранітній тумбі, яка розташована поруч, було додано елементи декору.

## Автори
Авторами пам'ятника є архітектори Петро Сметана (Дрогобич), Євген Безніско (Львів) та скульпторка Теодозія Бриж (Львів).

## Світлини

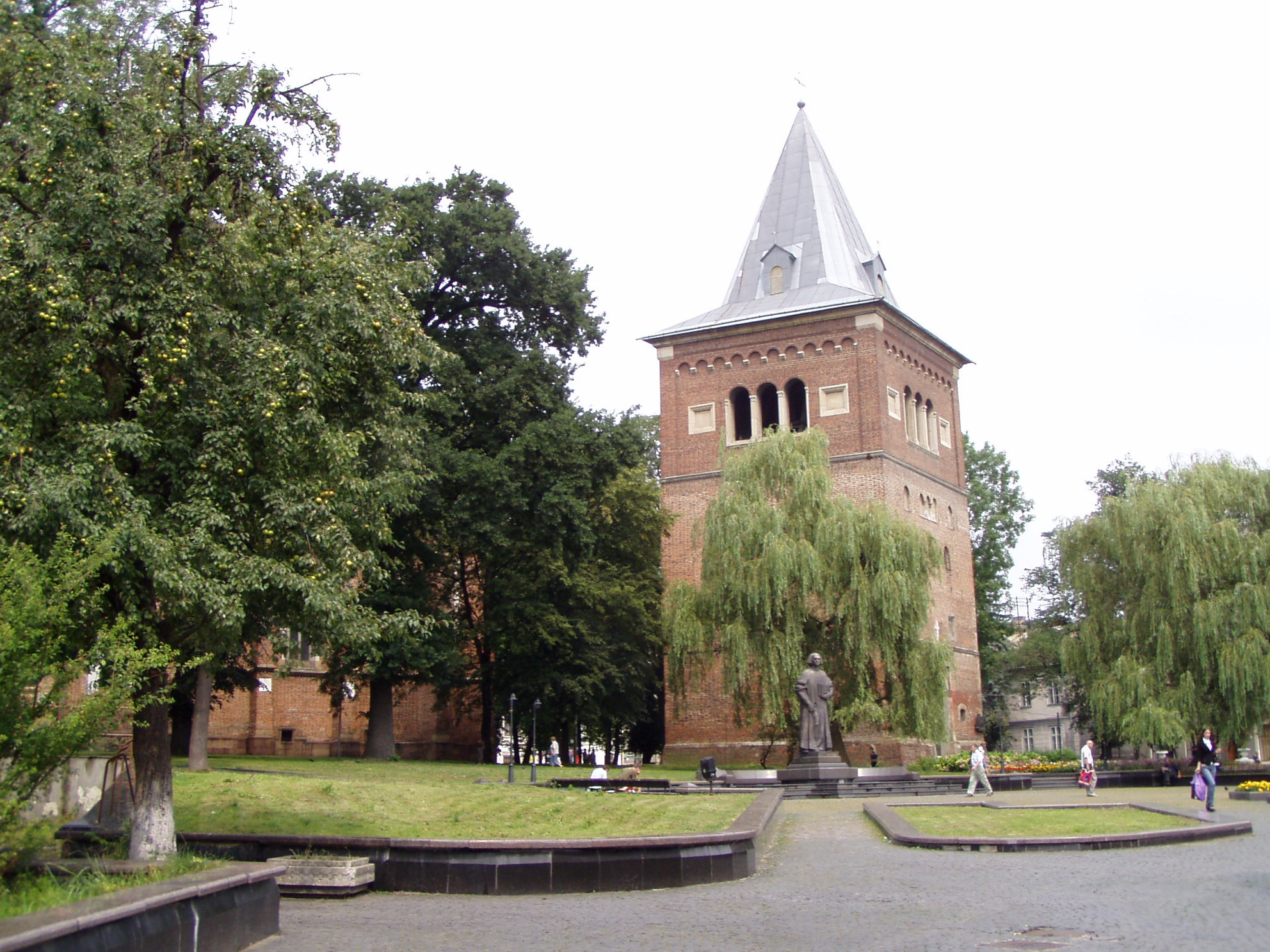
Вид на площу Замкова гора
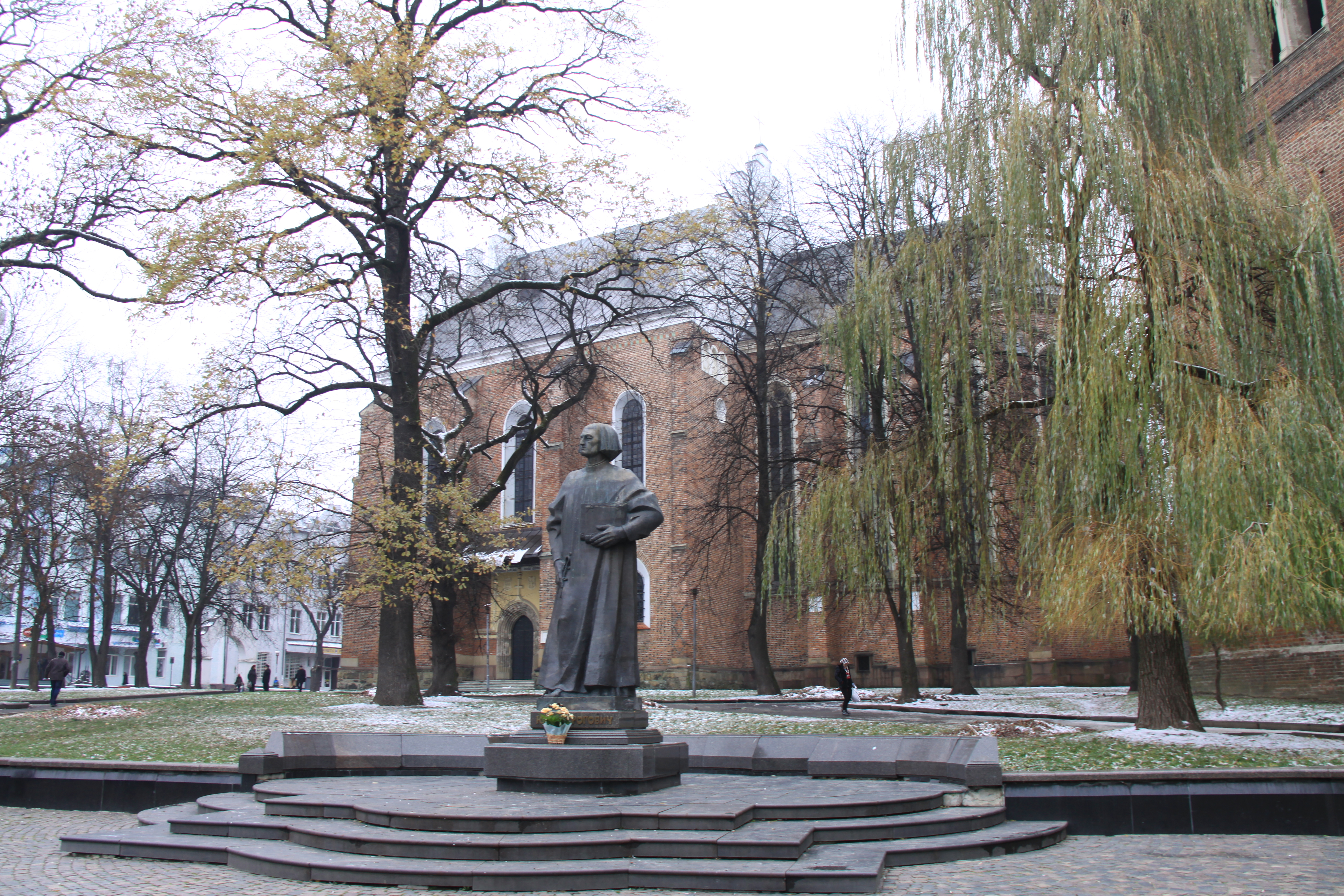
Вид на пам'ятник та музей Чудотворної ікони Матері Божої
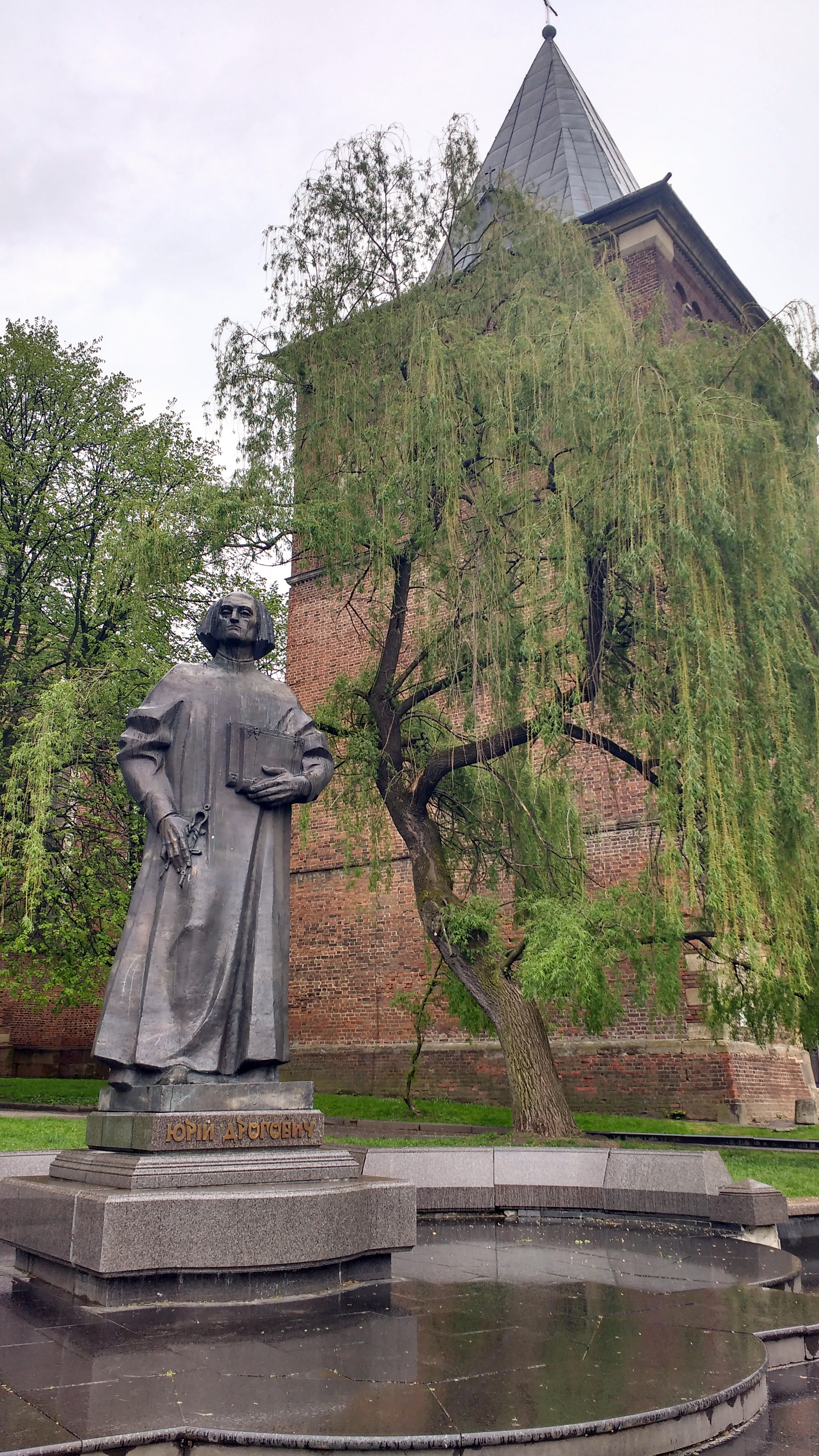
Пам'ятник восени
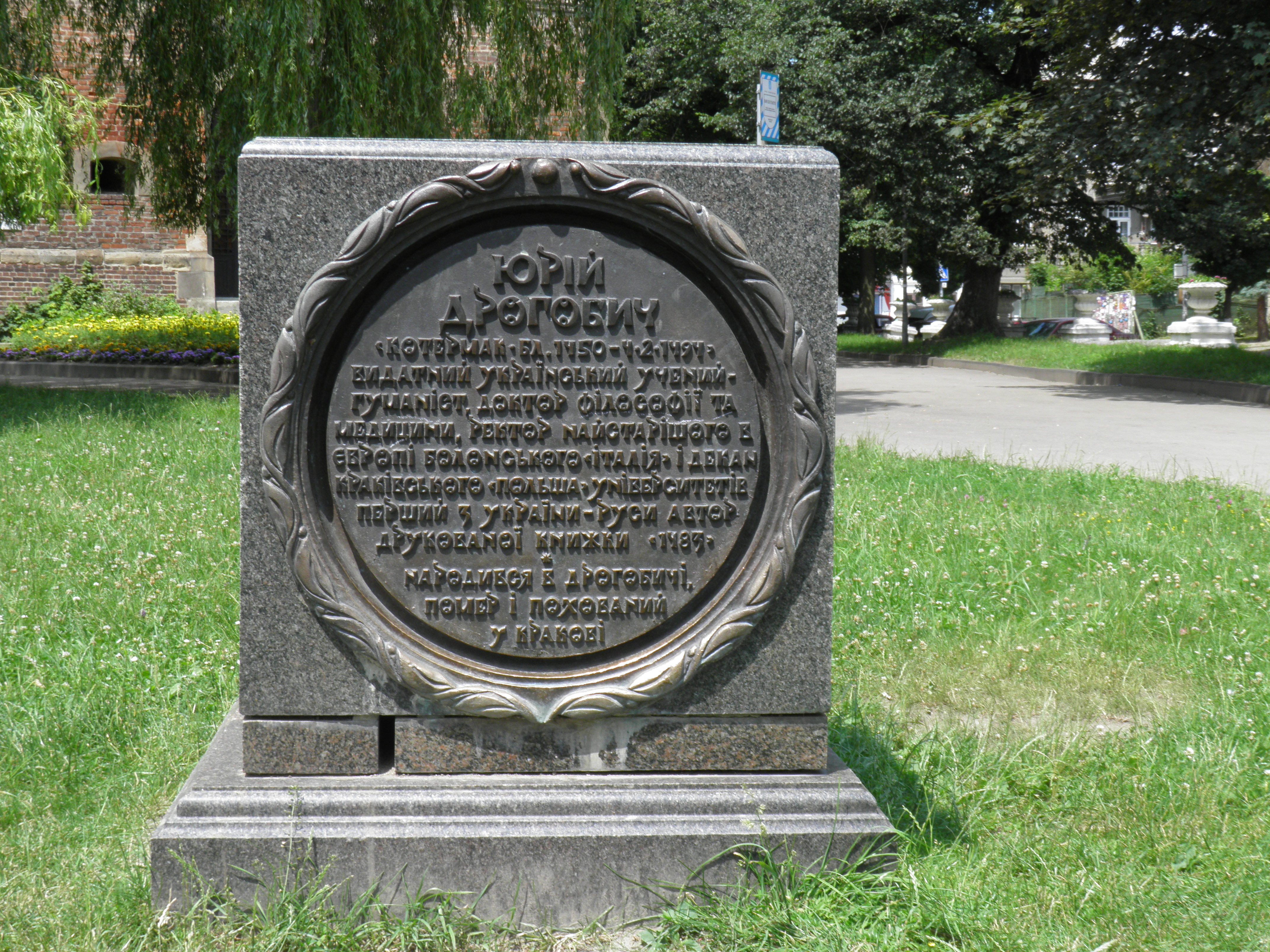
Меморіал з біографією Юрія Дрогобича
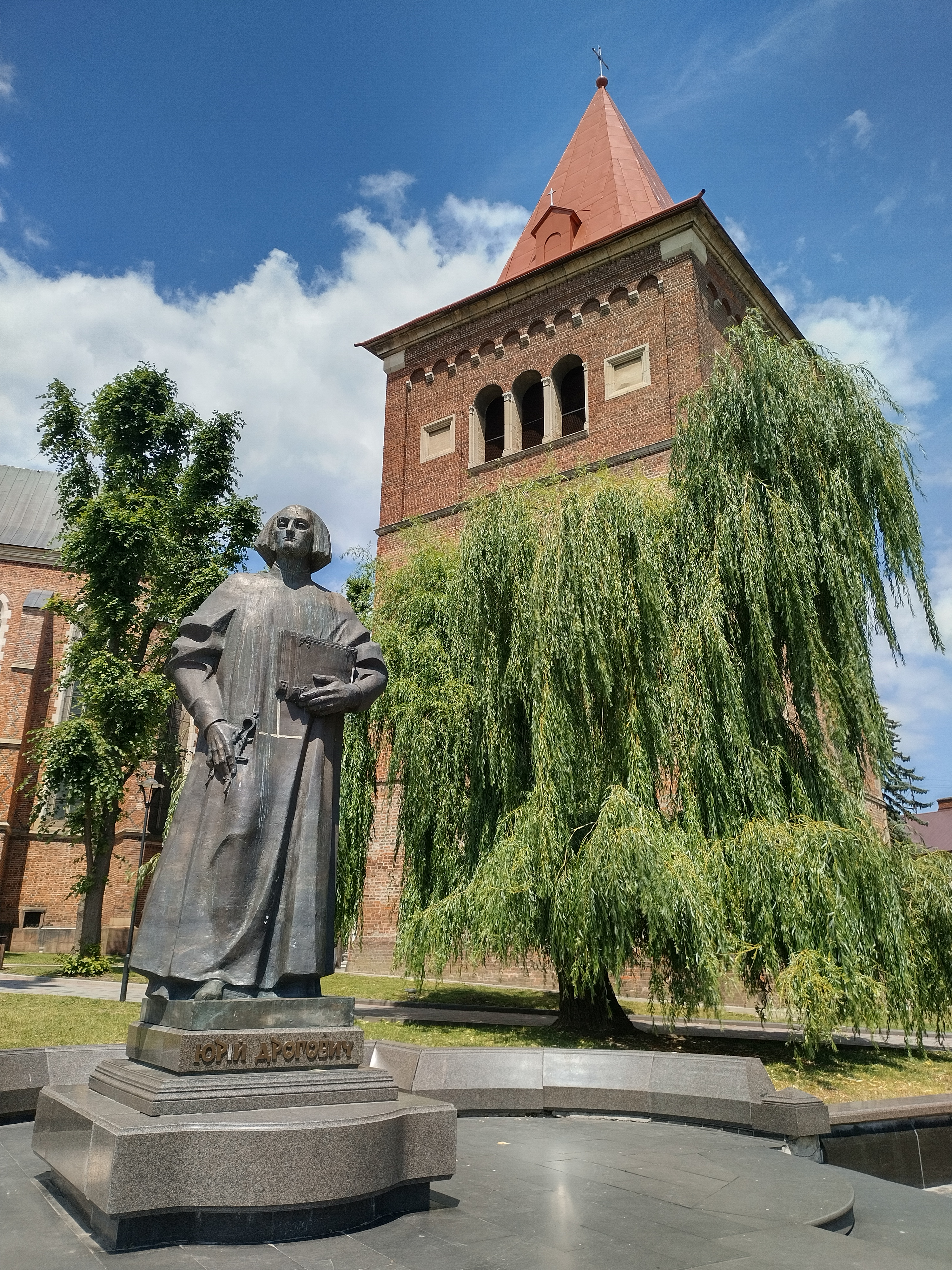
Пам'ятник на фоні дзвінниці костелу Святого Апостола Варфоломія
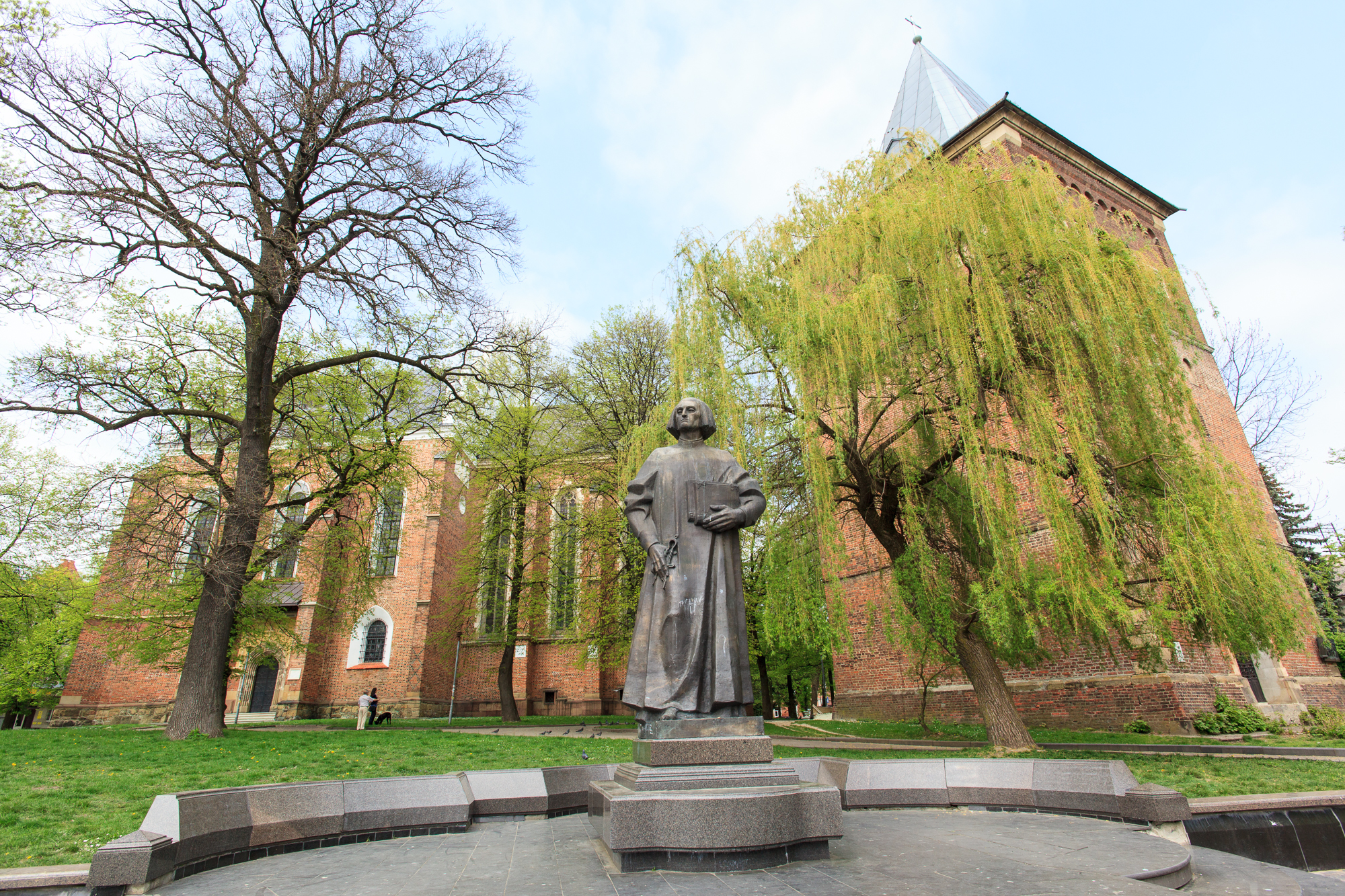
Панорамний вид